# Lutjanus agennes
Lutjanus agennes là một loài cá trong họ Lutjanidae. Loài này sinh sống ở nước mặn châu Phi. Nó có màu đỏ.